# Радио Ватикана
Радио Ватикана (на латински: Statio Radiophonica Vaticana) е радиостанция на Ватиканската държава. Основано е през 1931 г. от маркиз Гулиелмо Маркони.

## История
На 12 февруари 1931 г. в 16:49 часа, се осъществява за първи път емисия на Радио „Ватикана“. Тези първи думи изрича световноизвестният физик Гулиелмо Маркони, силно ангажиран в основаването на ватиканското радио. Той съобщил, че ще говори папа Пий XI. Първата реч на папата към света била на латински език.
Планове за основаване на Радио „Ватикана“ се появили през 1925 г. Идеята била на йезуита отец Джузепе Джанфранчески. През 1927 г. монахът се свързал с Гулиелмо Маркони, който освен че бил изключително заинтересован от идеята, предложил своята безвъзмездна помощ за реализирането на проекта. През 1929 г. получили позволение за осъществяване на идеята. Папа Пий XI също бил ангажиран в работите и от близко следял развитието на новото радио. Освен Маркони, в реализацията на идеята се включили и много други специалисти от различни националности. За първи генерален директор на Радиото бил избран отец Джузепе Джанфранчеси.
Официалното отриване прави папа Пий XI с радио посланието си Qui arcano Dei на 12 февруари 1931 г. Днес има емисии на 47 езика, предавани на къси и средни вълни, FM, сателит и интернет. Ръководството на радиото е поверено на монасите от Ордена на йезуитите.
Една от първите излъчени програми е Scientiarum Nuncius Radiophonicus. Била е доклад на латински за дейността на Папската академия на науките. През 1939 г., когато почива папа Пий XI и на римския престол има sede vacante, радиото следи конклава и след това церемонията по интронизацията на папа Пий XII.
По време на Втората световна война, Ватиканското радио слъжи като извор на информация за Съюзниците и заема про-съюзническа или неутрална позиция. Една седмица след като папа Пий XII нарежда излъчване, Ватиканското радио предава на невярващия свят информацията, че поляци и евреи са насилствено настанявани в гета. Германският министър на пропагандата Йозеф Гьобелс се опитва безуспешно да накара Ватиканското радио да замълчи. По време на военните години по радиото са изпращани съобщения за откриване на цивилни и военни лица, изчезнали по време на военните действия. В периода 1940 – 1946 г. са излъчени над 1 200 000 такива съобщения или повече от 12 000 часа ефирно време. След края на войната и началото на Студената война, Радио Ватикана започва да излъчва програми на чужди езици. През 1957 г. папа Пий XII открива новия предавателен център на радиото – Santa Maria in Galeria. Правят се излъчвания, насочени към Африка, Латинска Америка и Азия.
След избора на патриарха на Венеция Анджело Ронкали за римски папа като Йоан XXIII, радиото се посвещава да следи работите по Втория ватикански събор като излъчва над 3000 часа информации на 30 езика. През 1964 г. Радио Ватикана следи правото посещение на папа Павел VI извън Италия в Израел. По време на понтификата на Павел VI, радиото се премества и в новото си седалище – Palazzo Pio, където се помества и до днес.
През 1970 г. радиото започва да излъчва 20 часа на денонощие на 32 езика. През 90-те години на XX в. започват излъчвания на програми чрез сателит и интернет. Предавателите от различен тип и с различен капацитет, които пренасят сигнала на радиото, са над 1000.
През 2006 г. Радио Ватикана отбеляза своя 75-и рожден ден с посещението на папа Бенедикт XVI. Към 2007 г. в централната сграда на радиото работи екип от 400 души от 59 нации, които подготвят излъчвания в 40 езика.
Днес към „Радио Ватикана“ работят над 2000 журналисти, намиращи се в 61 различни страни. Ватиканското радио е излъчило над 42 000 часа международни новини на живо, религиозни служби, коментарни програми и музика. Сегашният генерален директор на радиото е отец Федерико Ломбрди.
„Радио Ватикана“ е една от 23-те радиостанции-основателки на Европейския съюз за радио и телевизия през 1950 г.
От 1930 г. се правят и опити за телевизионни излъчвания, но постоянни ТВ излъчвания започват през 1990 г.

## Българска секция
Българската секция в Радио Ватикана е основана на 21 ноември 1949 г. До 1989 г. нейната функции бяха насочени предимно да подкрепя вярата у католиците и у всички българи с добра воля по време на комунистическия режим. През последните 20 години България се променя, което неминуемо наложи и постепенна промяна в характера на програмата: вече не като подкрепа на една преследвана Църква, а неин спътник в нелекия път към собственото място сред свободното общество от народи. Това означава, че освен постоянната задача да запознава слушателите с дейността на Светия Отец Папата, живота на Универсалната църква и бъде духовна опора, Българската програма се стреми да допринесе за гражданското възпитание и отговорността на католиците в една свободна, демократична и християнска България.

## Ръководители на българската секция
- отец Йосиф Гагов OFMConv. (1949 – 1967)
- отец Георги Елдъров OFMConv. (1967 – 1991)
- отец Ватрослав Халамбек SJ (1991 – 1995)
- отец Федерико Ломбарди SJ (1996 – 2005)
- Димитър Ганчев (2005 - 2023)

## Честоти на излъчванията на български език
Програмата е с времетраене 20 минути и се излъчва два пъти дневно а средни вълни (MW) 1611 кхц и на къси вълни (SW) 6185 и 7365 кхц:
- в 21:00 ч. българско време:
- в 6:40 ч. българско време: повторение на предаването на същите честоти